# Port lotniczy San Andros
Port lotniczy San Andros – port lotniczy zlokalizowany w mieście Nicholls Town, na wyspie Andros (Bahamy).